# Riku Sihvonen
Riku Sihvonen (* 3. července 1998 Jyväskylä) je finský lední hokejista hrající na postu útočníka.

## Život
S hokejem začínal ve svém rodném městě, v tamním týmu JYP. Hrál za něj i ve svém mládežnickém věku. V té době patřil rovněž do kádru finských mládežnických hokejových reprezentací. Mezi muži si ligu prvně zahrál v sezóně 2016/2017, kdy za tým JYP-Akatemia nastupoval ve druhé nejvyšší finské soutěži. Následující ročník (2017/2018) patřil do kádru juniorského výběru celku JYP, ale k jednomu utkání za tento celek nastoupil též v nejvyšší finské soutěži a další zápas odehrál v rámci hostování za Heinolan Peliitat ve druhé nejvyšší soutěži. Před sezónou 2018/2019 přestoupil do KeuPa HT a následně během ročníku do tamperského klubu KooVee. Kompletně celou sezónu 2019/2020 odehrál za Kokkolan Hermes.
Poté odešel do zahraničí, a sice do Polska, kde sezónu 2020/2021 strávil v klubu STS Sanok. Po konci ročníku opětovně změnil působiště i zemi a stal se hráčem českého klubu Stadionu Litoměřice. Hned po svém příchodu do České republiky se v sezóně 2021/2022 stal s 28 góly nejlepším střelcem druhé nejvyšší ligy. Pro následující ročník (2022/2023) se přesunul do Vsetína a hrál za tamní VHK Robe. Na Valašsku vydržel rok a následně se stěhoval zpět do litoměřického celku. Během sezóny 2023/2024 odehrál čtyři utkání za pražskou Spartu v nejvyšší české soutěži. Ročník 2024/2025 znovu začal v Litoměřicích, nicméně v jeho průběhu se 8. ledna 2025 stal součástí výměny s pražskou Slavií, do které přestoupil směnou za útočníka Tomáše Knotka.